# لياندرو كروز دي أوليفيرا
لياندرو كروز دي أوليفيرا هو لاعب كرة قدم برازيلي، ولد في 21 نوفمبر 1982 في ريو دي جانيرو في البرازيل. لعب مع نادي جوفنتودي ونادي فريبورغنزيه الرياضي ونادي فيلا نوفا ونادي كورينثيانز ونادي نافيبانك سايغون.

## وصلات خارجية
- لياندرو كروز دي أوليفيرا على موقع قاعدة بيانات كرة القدم.إي يو (الإنجليزية)
- لياندرو كروز دي أوليفيرا على موقع Soccerway.com (الإنجليزية)